# 陳裕鑫
陳裕鑫（1962年—），台灣記者，曾任台灣《蘋果日報》社長及壹傳媒執行董事。出身學運世代，曾任職《聯合報》、《中國時報》、《自由時報》、《新新聞》等，前《新新聞》、《明日報》、《勁報》、台灣《蘋果日報》總編輯，前壹電視總編輯與聯席總裁。

## 經歷
畢業於國立台灣大學政治系，在學期間，為大新社社長，參與學運。大三時，擔任黨外運動雜誌《前進周刊》編輯。因高度近視，免服兵役，畢業後至《自立晚報》擔任記者。
2009年，黎智英創辦壹電視，陳裕鑫任壹電視新聞部總編輯。2013年，黎智英將壹電視出售給練台生，陳裕鑫回到壹傳媒擔任台灣《蘋果日報》社長，前三立電視新聞部經理余朝為接任壹電視新聞部總編輯。
2014年7月4日，陳裕鑫接受公共電視文化事業基金會研究發展部資深研究員何國華採訪時說，網路與報紙的閱讀行為不同，網路即時新聞要報導網友有興趣的內容，即使網路即時新聞報導內容屬於「廢文」也是如此，台灣《蘋果日報》在網路即時新聞領域的策略是「要，就全部都要，不要把廢文市場讓給別人」。
2020年9月14日，陳裕鑫獲委任為壹傳媒執行董事。2021年5月14日，董事會決定《台灣蘋果日報》紙本於5月18日起停刊、800名員工資遣逾300人，集中資源發展數位網路《蘋果新聞網》。陳裕鑫隨即宣布自行資遣自己，發信全體員工表示「即日起辭去董事、台蘋社長、紙媒總編輯，並把自己也列入被資遣名單。」但《蘋果日報》工會成員質疑，陳裕鑫身兼管理階層的董事、社長、總編輯三位一體，對於紙媒收攤責無旁貸，問責方式竟是把自己放入資遣名單。另亦質疑他身為公司負責人「負責人視同資方，於法只有解除契約的選項，無法享有與基層勞工一樣的『被資遣待遇』」。

## 外部連結
- 陳裕鑫的Facebook專頁